# Ròdope (mitologia)
|  | Pel que fa a les muntanyes de Tràcia vegeu Ròdope. |

Ròdope (en grec antic Ῥοδόπη) va ser, segons la mitologia grega, una filla del déu-riu Estrímon.
Es va casar amb Hemos, un fill de Bòreas i Oritia, que més tard es va convertir en rei de Tràcia, i li va donar un fill, Hebros, epònim del riu Hebros, a Tràcia. Orgullosa de la seva bellesa, igual que el seu marit, es van fer adorar com déus, i es van fer dir Zeus i Hera. Per castigar aquest sacrilegi, Zeus els va transformar en muntanyes. A Tràcia hi ha una muntanya que porta el nom de Ròdope i una altra anomenada Hemos.
Una altra tradició diu que el déu Apol·lo s'enamorà d'ella i li va fer un fill, Cícon, epònim dels cícons.